# Felix Mendel
Felix Mendel (geboren 2. März 1862 in Essen; gestorben 19. Dezember 1925) war ein deutscher Mediziner.

## Leben
Felix Mendel studierte Medizin in Bonn, Freiburg im Breisgau, Berlin und Marburg. 1884 promovierte er in Leipzig zum Doktor. Anschließend arbeitete er in seiner Geburtsstadt als Allgemeinmediziner und Sanitätsrat. In Essen war er im Vorstand der jüdischen Gemeinde und für sie im Landesverband tätig. Er starb 1925 während einer Reise.

## Werk
Der Name Mendels ist vor allem mit der ersten Beschreibung eines Hauttestes auf Tuberkulose verbunden, dem Tuberkulin-Test. Nachdem der französische Arzt Charles Mantoux nachwies, dass dieser Test wesentlich sensitiver ist, als der seinerzeit gebräuchlichere Test nach Pirquet, wurde er in den meisten Ländern gebräuchlich. Er wird noch heute Mendel-Mantoux-Test genannt.